# الکس گریوز
الکس گرِیوز (انگلیسی: Alex Graves؛ زادهٔ) کارگردان فیلم، کارگردان تلویزیونی، تهیه‌کننده تلویزیونی و فیلم‌نامه‌نویس اهل ایالات متحده آمریکا است.

## حرفه
الکس گریوز کار خود را با کارگردانی قسمت‌هایی از مجموعه‌های تلویزیونی الی مک‌بیل، شب ورزش‌ها و تمرین آغاز کرد.
گریوز برای کار در مجموعه بال غربی شهرت فراوانی کسب کرد. او در این مجموعه به‌عنوان کارگردان و تهیه‌کننده ظاهر شد و توانست دو جایزه امی را از آن خود کند.
او تا کنون در بسیاری از مجموعه‌های تلویزیونی همکاری داشته‌است. از این میان می‌توان به ترانووا، همه واقعیت، پارک خیابان ۶۶۶، بی‌شرم، اتاق خبر و بازی تاج و تخت اشاره کرد.